# Prix Manhae
 (décembre 2020).

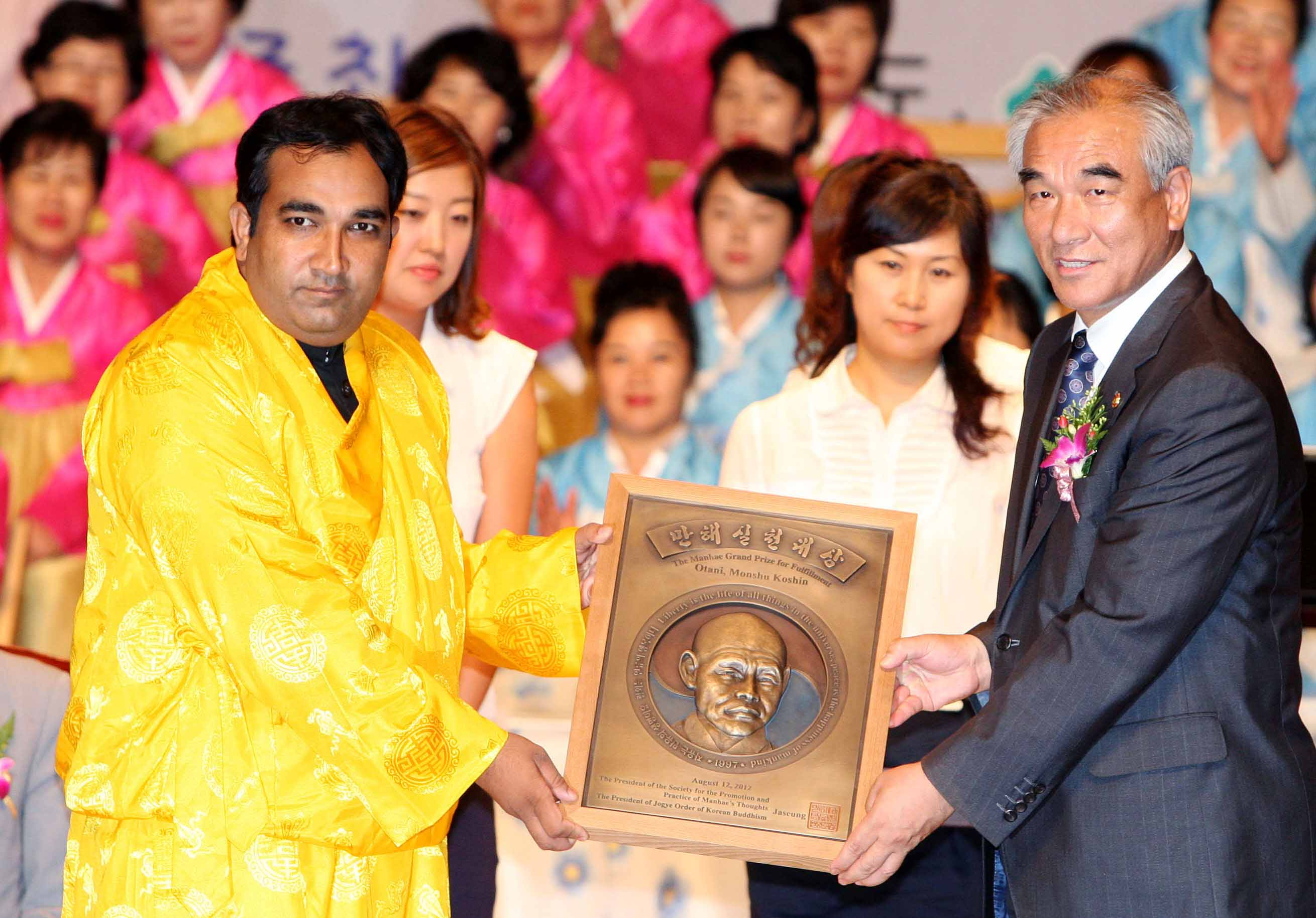
Dr Monshu Koshin Otani recevant le prix Manhae de M. Kim, ministre de la culture et du sport de la Corée du Sud (2012)

Le prix Manhae (Manhae Daesang) est une récompense attribuée tous les ans par la fondation Manhae, laquelle a pour but la dissémination de l'œuvre et de la pensée du moine, réformateur et poète bouddhiste coréen Manhae (1879-1944).
En conséquence, le prix Manhae est attribué tous les ans à plusieurs personnalités, dans plusieurs domaines liés à la pensée de Manhae : paix, étude (excellence académique), art, littérature, « propagation » (du bouddhisme) - même si ces domaines ne sont pas nécessairement tous couronnés chaque année.
En littérature, jusqu'en 2014, seuls des poètes et des romanciers étaient récompensés. Depuis 2015, des érudits et des critiques le sont également.

## Liste des lauréats
1996
- Littérature : Shin Kyung-sook, romancière coréenne.
- (à compléter)

1997
- Paix : Cho Young Sik, recteur de l'université Kyung-hee.
- Pratique : Catholic Farmers Association.
- Étude : Lee Ki-young, directeur de l'Institut de culture spirituelle coréenne et professeur à l'université de Dongguk.
- Propagation : Sungshan, maître au temple de Hwagye.
- Art : Lee Ban, professeur à l'université féminine de Duksung.

1998
- Paix : Kim Sun Kwon, professeur à l'université Kyungbuk.
- Poésie : Ko Un, poète sud-coréen.
- Activité bouddhiste : Sung-il, fondateur du temple de Hwasung Sinhung.

1999
- Paix : Yoon Jeong-ok, professeur de droit à l'université des femmes Ewha.
- Poésie : Chung Wan-young.
- Étude : Cho Dong-il, professeur à l'université nationale de Séoul.
- Activité bouddhiste : Association We're good friends.

2000
- Paix : Insevan Linton, de la fondation financière Yujinbell.
- Pratique : Lee Young-hee, professeur honoraire à l'université de Hanyang.
- Poésie : Oh Sae-young, professeur à l'université nationale de Séoul.
- Étude : Shin Yong-ha, professeur d'histoire sociale à l'université nationale de Séoul.
- Art : Shin Ung-soo, maître charpentier.
- Activité bouddhiste : Fondation judiciaire Good friends.

2001
- Paix : Chung Ju-yung (à titre posthume), fondateur du groupe Hyundai.
- Pratique : Baek Nak-cheong, professeur à l'université nationale de Séoul.
- Poésie : Lee Hung-ki.
- Étude : Chung Young-ho, professeur honoraire à l’université des Professeurs de Corée.
- Activité bouddhiste : Jung-woo, abbé du temple de Guryong à Séoul.

2002
- Paix : Révérend Kang Won-ryong, directeur du Forum de la paix.
- Poésie : Shin Kyung-rim.
- Étude : Kang Man-gil, chancelier de l'université de Sangji.
- Art : Park Chan-soo, artisan, responsable du musée Moka.

2003
- Paix : Kim Dae-jung, président de la Corée du Sud, prix Nobel de la paix.
- Littérature : Cho Jeong-rae, romancier.
- Étude : Kim Yoon-sik, professeur à l'université nationale de Séoul.
- Art : Lee Ae-joo, danseur.

2004
- Paix : Nelson Mandela, ancien président de l'Afrique du Sud, prix Nobel de la Paix.
- Littérature : Hwang Sok-yong, romancier coréen.
- Étude : David McCann, professeur d'études coréennes à l'université Harvard.
- Art : Im Kwon-taek, réalisateur.
- Pratique : Bopta, président de l'Association bouddhiste pour l'unification pacifique de la patrie.

2005
- Paix : Tenzin Gyatso, 14e dalaï-lama, chef spirituel et temporel des Tibétains en exil, prix Nobel de la Paix.
- Littérature : Wole Soyinka, prix Nobel de littérature.
- Étude : Lee Ji-kwan, ex-chancelier de l'université de Gongguk.
- Pratique : Ham Se-woong, président de l'Association des prêtres incarnant la justice.

2006
- Paix : Kim Ji-ha, poète.
- Propagation internationale : Nambaryn Enkhbayar, président de la Mongolie.
- Littérature : les poètes Robert Pinsky et Hwang Dong-gyu.
- Étude : Kwon Young-min, professeur à l'université nationale de Séoul.
- Pratique : Park Won-soon, homme de loi.

2007
- Paix : Omar Bongo Ondimba, président de la République gabonaise.
- Propagation : Lewis Lancaster, président de l'université de l'Ouest à Rosemead, Californie.
- Littérature : Kim Nam-jo, poétesse coréenne.
- Étude : Yu Jongho, professeur.
- Pratique : Bishnu Nisthuri, de la Fédération des journalistes du Népal.
- Prix spécial : Suh Inhyuk, fondateur de l'association mondiale du Kuk Sool Won.

2008
- Paix : Lokamitra (Jeremy Goody), membre de l'ordre bouddhiste Triratna.
- Littérature : Lee Eo-ryeong, professeur émérite à l'université des femmes Ewha.
- Propagation : Robert Buswell Jr. (en), professeur au Centre d'études bouddhiques à l'UCLA, et Maître Hye-ja, abbé du temple bouddhiste Doseon au mont Samgak.
- Étude : Kim Tae-gil, directeur de l'Institut de philosophie et de culture.

2009
- Paix : Shirin Ebadi, prix Nobel de la Paix en 2003.
- Littérature : Robert Hass, poète  et traducteur américain (lauréat du prix Pulitzer de poésie en 2008), et Kim Jong-jil, professeur émérite à l'université de Corée.
- Propagation : Pannyavaro, webmestre du site BuddhaNet.
- Étude : Kim Yong-jik, professeur émérite de littérature coréenne contemporaine à l'université nationale de Séoul.
- Pratique : Lee So-seon, de l'Association des familles des victimes du mouvement pour la démocratisation.

2010
- Paix : Lee Dong-geon, ancien président du Rotary International.
- Littérature : John Ralston Saul, président de PEN International, et Jeong Jin-gyu, rédacteur en chef de Contemporary Poetry.
- Étude : John Duncan, directeur du Centre d'études coréennes de l'Institut d'Études extrêmes-orientales à l'UCLA, et Kim Hak-seong, professeur honoraire à l'université Sungkyunkwan.
- Pratique : Ja-an Seongwoon, prêtre bouddhiste, directeur de la Indeocwon Social Welfare Corporation.

2011
- Paix : Anuradha Koirala, fondatrice et directrice de l'association Maiti Nepal.
- Littérature : Mo Yan, romancier chinois (prix Nobel de littérature 2012), et Lee Keun Bae, poète coréen, professeur à l'université Shinsung à Dangjin.
- Pratique : S.B. Hettiaratchi, archéologue et universitaire sri-lankais.

2012
- Paix : Song Wol Joo, prêtre bouddhiste président de Good Hands, et Aki Ra, pacifiste et démineur cambodgien.
- Pratique : René Dupont, évêque émérite du diocèse d'Andong, Monshu Koshin Otani, ministre du bouddhisme de l'État d'Uttarakhand en Inde, et ville d'Augsbourg (Allemagne), représentée par son maire, Kurt Gribl.
- Étude : Souad al-Sabah, poétesse koweïtienne.
- Littérature : Kim Jay Hong, critique littéraire, ancien professeur de littérature à l'université Kyung Hee.

2013
- Paix : Organisation mondiale des bouddhistes, Kim Seong-su, évêque de l'église anglicane de Corée, et Fethullah Gülen, intellectuel et militant turc.
- Pratique : Dagon Taya (en), poète et romancier birman, Abderrahim El Allam, écrivain, critique et érudit marocain, et Hwan Il Myeon, prêtre bouddhiste sud-coréen et directeur de l'association Life Share.
- Littérature : Ingo Schulze, romancier allemand, Konstantin Kedrov, poète et philosophe russe, et Ahn Suk-Seon, interprète de gugak et professeur à l'université nationale des arts de Corée.

2014
- Paix : Sharing House, communauté de grands-mères anciennes femmes de réconfort des militaires japonaise, participantes de la manifestation du mercredi, et Lee Se-Jung, avocat des droits de l'homme.
- Arts : Mohsen Makhmalbaf, réalisateur iranien.
- Littérature : Ashraf Dali (en), poète, romancier et journaliste égyptien, traducteur des poètes coréens Ko Un et Cho Oh-hyun (en) en arabe, et Yoon Yang-hee, calligraphe coréen.
- Spécial : « Main dans la main », ensemble de citoyens participant à la « campagne de l'enveloppe jaune » en faveur des travailleurs licenciés de Ssangyong.

2015
- Paix : Alexis Duden, professeur d'histoire à l'université du Connecticut.
- Pratique : le moine Chungjeong, militant pour les pauvres de l'Himalaya, et la Communauté Arc-en-Ciel, une communauté pour personnes handicapées.
- Littérature : Chung Hyun-jong, poète et membre de l'Académie des arts, Shin Young-bok, éducateur et professeur à l'université Sungkonghoe, et Hwang Byungki, maître de gayageum et compositeur, membre de l'Académie des Arts.

2016
- Paix : ONG Lotus World, et Fondation de la Mère Park Chung Soo.
- Pratique : Marianne Stoeger et Margareth Pissarek, nonnes et infirmières.
- Littérature : Lee Seung Hoon, poète, et Lee Mi-ja (en), chanteuse.

2017
- Paix : Casques blancs, défense civile syrienne.
- Pratique : Jane Goodall, primatologue, éthologue et anthropologue britannique, messagère de la paix des Nations unies.
- Littérature : Choi Dong-ho, professeur honoraire de l'université de Corée, et Clare You, directrice du Centre d'études coréennes de l'université de Californie à Berkeley.

2018
- Littérature : Kim Haeja, poète.

2019
- Littérature : Hwang Jeong-eun, romancière sud-coréenne, et Kim Doosik, avocat et professeur.